# Dystrykt Chinsali
Dystrykt Chinsali – dystrykt w północno-wschodniej Zambii w Prowincji Północnej. W 2000 roku liczył 128 646 mieszkańców (z czego 50,03% stanowili mężczyźni) i obejmował 25 274 gospodarstw domowych. Siedzibą administracyjną dystryktu jest Chinsali.